# Rathlin

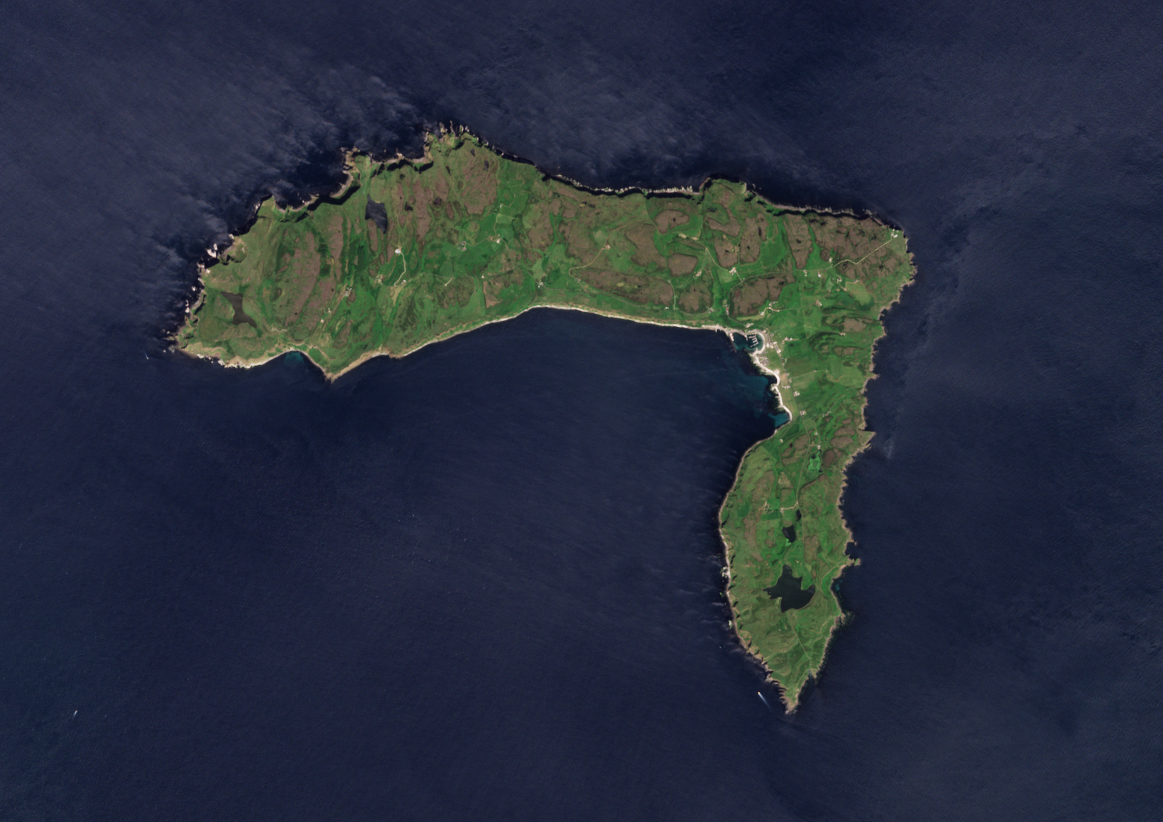
Rathlin im Norden des County Antrim (Baronie Cary)

Rathlin (engl. Rathlin Island, ir. Reachlainn, früher Raghery Island) ist eine Insel vor der Nordostküste von Nordirland. An dieser Stelle sind es nur 25 Kilometer zur schottischen Halbinsel Kintyre. Die Insel ist L-förmig und misst von West nach Ost sieben, von Nord nach Süd vier Kilometer.
Höchste Erhebung ist der Slieveard im Townland Kilpatrick mit 134 Metern.
Rathlin ist bekannt bei Seevogelbeobachtern (RSPB Seabird Viewpoint im Westen der Insel; man sieht die Dreizehenmöwe und den Papageientaucher). Sie ist Special Area of Conservation (Besonderes Erhaltungsgebiet (BEG)), steht also teilweise unter Naturschutz. Ganz im Nordwesten liegt das Kebble Nature Reserve, mit dem Rathlin West Lighthouse an der Küste, aber nicht am westlichsten Punkt (diese Bull Point genannte Landspitze liegt gut 800 Meter weiter südwestlich). Auffällig sind die bis zu 70 Meter hohen Klippen. Die Insel ist weitgehend baumlos (es wird allerdings Aufforstung betrieben) und mit Heidekraut bewachsen. Die Bevölkerungszahl ist zum Zeitpunkt der Großen Hungersnot von 1000 stark zurückgegangen und liegt bei etwa 100 Menschen.
Das community centre, die Pfarrkirche St. Thomas, Hafenanlagen und andere zentrale Einrichtungen befinden sich im Church Quarter an der gleichnamigen Church Bay.

## Geschichte

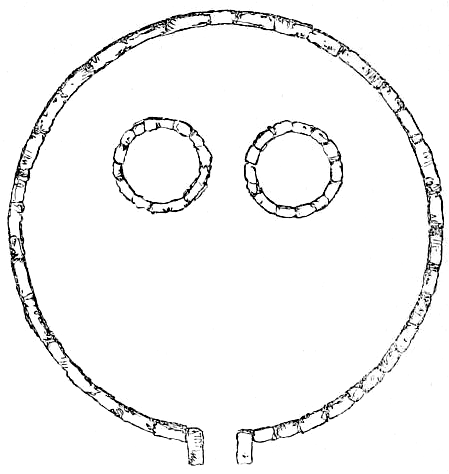
Steinkreis auf Rathlin Island

Auf der Kalkstein- und Basaltinsel wurden Cashels, Grabhügel, Menhire, megalithische Ganggräber, Steinkreise, Kirchen und Burgen errichtet. Die Untersuchung von drei Männerskeletten, die auf der Insel gefunden wurden und auf die Bronzezeit 2026–1534 v. Chr. datiert wurden, zeigten bei Untersuchungen des Genoms, dass sie zu einer Gruppe von Menschen gehörten, die letztlich aus den Steppen des südlichen Russland nach Europa eingewandert war und von denen, zusammen mit den Nachkommen von ackerbäuerlichen Einwanderern aus dem Nahen Osten, weite Teile der irischen Bevölkerung abstammen. Die Insel war 795 Opfer eines Wikinger-Überfalls. Der geflüchtete Robert the Bruce wurde in einer Höhle auf Rathlin dazu inspiriert, den Kampf für Schottland wieder aufzunehmen. Im 16. Jahrhundert gelangte die Insel in den Besitz der MacDonnells von Antrim. Rathlin war Schauplatz einer Reihe von Massakern. Bei einer Expedition im Jahr 1557 verwüstete Sir Henry Sidney die Insel. Im Juli 1575 schickte der Earl of Essex Francis Drake und John Norreys, um schottische Aufständische auf der Insel zu bekämpfen. Sie töteten bei dem anschließenden Massaker Hunderte von Männern, Frauen und Kindern des Clan MacDonnell.
Im Jahr 1746 erwarb Reverend John Gage die Insel. Sein Nachfahr Robert Gage war noch bis zu seinem Tod im Jahr 1891 „proprietor of the island“. Er schrieb „The Birds of Rathlin Island“.
1898 experimentierte hier Guglielmo Marconi.
Am 2. Oktober 1917 torpedierte das deutsche U-Boot U 79 den Panzerkreuzer Drake vor der nordirischen Küste, die Besatzung konnte sich auf die Insel retten.

### Bevölkerungsentwicklung
Die aktuelle Bevölkerung von 141 (2021) ist niedrig, verglichen mit früheren Einwohnerzahlen. 1841 hatte die Insel 1010 Einwohner in 165 Häusern. 1861 waren es nur noch 453 Einwohner in 80 Häusern. Die Anzahl der Bevölkerung und der Häuser fiel in 20 Jahren um die Hälfte. Hauptgrund ist, dass 1845 etwa 500 Menschen die Insel verließen und in die Vereinigten Staaten auswanderten, wie eine Plakette auf der Insel berichtet.
Der drastische Bevölkerungsverlust änderte nicht das geographische Siedlungsmuster der Insel: das von einer oder mehreren Häusergruppen in jedem Townland. Er reduzierte nur die Anzahl bewohnter Häuser in jeder Gruppe auf zwei oder drei. Im Fall von zwei Townlands, Kebble and Kilpatrick, führte das zur vollständigen Absiedlung. Bis 1926 nahm die Bevölkerung der Insel weiter ab bis auf 299 Einwohner in 71 Häusern, und auch das Townland Glebe wurde abgesiedelt.
| Jahr        | 1841 | 1851 | 1861 | 1871 | 1881 | 1891 | 1901 | 1911 | 1926 | 1937 | 1951 | 1961 | 1966 | 1971 | 1981 | 1991 | 2001 | 2011 | 2021 |
| ----------- | ---- | ---- | ---- | ---- | ---- | ---- | ---- | ---- | ---- | ---- | ---- | ---- | ---- | ---- | ---- | ---- | ---- | ---- | ---- |
| Bevölkerung | 1010 | 753  | 453  | 417  | 349  | 360  | 368  | 351  | 299  | 245  | 196  | 159  | 118  | 109  | 108  | 113  | 75   | 154  | 141  |

## Gliederung
Rathlin gehört zur traditionellen Baronie Cary (um den Ort Ballycastle) bzw. zum District Causeway Coast and Glens. Die Insel entspricht einer Civil Parish und gliedert sich in 22 Townlands:
| \| Townland \| Fläche acres[9] \| Fläche ha[10] \| Einwohner 1926 \| \| ---------------------------- \| --------------- \| ------------- \| -------------- \| \| Kebble \| 269 \| 109 \| - \| \| Kinramer North \| 167 \| 68 \| 14 \| \| Kinramer South (Kinramer) \| 173 \| 70 \| 2 \| \| Cleggan (Clagan) \| 202 \| 82 \| 16 \| \| Ballygill Middle \| 244 \| 99 \| 17 \| \| Ballygill North \| 149 \| 60 \| 10 \| \| Ballygill South \| 145 \| 59 \| 8 \| \| Knockans \| 257 \| 104 \| 20 \| \| Kilpatrick \| 169 \| 68 \| - \| \| Ballynagard \| 161 \| 65 \| 12 \| \| Ballyconagan \| 168 \| 68 \| 7 \| \| Ballycarry \| 298 \| 121 \| 42 \| \| Mullindross (Mullindress) \| 46 \| 19 \| 18 \| \| Church Quarter \| 51 \| 21 \| 17 \| \| Glebe \| 24 \| 10 \| - \| \| Ballynoe \| 80 \| 32 \| 7 \| \| Demesne \| 67 \| 27 \| 59 \| \| Craigmacagan (Craigmacogan) \| 153 \| 62 \| 25 \| \| Kinkeel \| 131 \| 53 \| 13 \| \| Carravinally (Corravina Beg) \| 116 \| 47 \| 7 \| \| Carravindoon (Corravindoon) \| 188 \| 76 \| 1 \| \| Roonivoolin \| 130 \| 53 \| 4 \| \| Rathlin \| 3388 \| 1371 \| 299 \| |              |           |                |
| Townland | Fläche acres | Fläche ha | Einwohner 1926 |
| Kebble | 269          | 109       | -              |
| Kinramer North | 167          | 68        | 14             |
| Kinramer South (Kinramer) | 173          | 70        | 2              |
| Cleggan (Clagan) | 202          | 82        | 16             |
| Ballygill Middle | 244          | 99        | 17             |
| Ballygill North | 149          | 60        | 10             |
| Ballygill South | 145          | 59        | 8              |
| Knockans | 257          | 104       | 20             |
| Kilpatrick | 169          | 68        | -              |
| Ballynagard | 161          | 65        | 12             |
| Ballyconagan | 168          | 68        | 7              |
| Ballycarry | 298          | 121       | 42             |
| Mullindross (Mullindress) | 46           | 19        | 18             |
| Church Quarter | 51           | 21        | 17             |
| Glebe | 24           | 10        | -              |
| Ballynoe | 80           | 32        | 7              |
| Demesne | 67           | 27        | 59             |
| Craigmacagan (Craigmacogan) | 153          | 62        | 25             |
| Kinkeel | 131          | 53        | 13             |
| Carravinally (Corravina Beg) | 116          | 47        | 7              |
| Carravindoon (Corravindoon) | 188          | 76        | 1              |
| Roonivoolin | 130          | 53        | 4              |
| Rathlin | 3388         | 1371      | 299            |

Die Townlands werden zu drei Areas gruppiert:
- Area 1: West of the Island (Ballygill Middle, Ballygill North, Ballygill South, Cleggan, Kebble, Kilpatrick, Kinramer North, Kinramer South, Knockans)
- Area 2: Northeast of the Island (Ballycarry, Ballyconagan, Ballynagard, Ballynoe, Church Quarter, Glebe, Mullindress)
- Area 3: South of the Island (Carravinally, Carravindoon, Craigmacagan, Demesne, Kinkeel, Roonivoolin)

## Verkehr und Tourismus
Der Tourismus ist heute ein wichtiger Wirtschaftszweig. Im Sommer kommen viele Besucher auf die Insel, um die Klippen und die großen Seevogelpopulationen zu besichtigen.
Erreichbar ist die Insel mehrmals täglich mit einer Autofähre der Gesellschaft Caledonian MacBrayne (10 km, 45 min.) zwischen Ballycastle und dem Hafen der Insel, Church Bay. Im Sommer bei gutem Wetter bieten verschiedene Unternehmer Überfahrten mit Schnellbooten an. Übernachtungen sind möglich; es gibt ca. 30 Betten auf der Insel.
Teile der Insel im Norden (Ballyconagan Trails) stehen unter Schutz des National Trust.
Die ca. 70 Bewohner der Insel leben heute u. a. von Fischfang (Krabben) und vom Verkauf von Kunstgewerbe (Keramik, Silberschmiedewaren, Holzschnitzereien). Informationen bekommt der Besucher im Boathouse Visitor Center (Mai–August) am Hafen von Church Bay. Möglich sind Wanderungen nach Nordosten zum East Lighthouse, nach Süden entlang dem Strand (Seehundbänke) zum Rue Point oder nach Westen bis Bull Point zur Vogelbeobachtung, außerdem gibt es Minibustouren und einen Fahrradverleih.

## Mythologie
Rathlin ist laut „Buch der Eroberungen“ eines der Rückzugsgebiete der Firbolg nach der verlorenen Schlacht gegen die Túatha Dé Danann am Mag Tuired.
In den „tragischen Geschichten der Kinder Tuireans und der Kinder Lirs“ kommt die Insel ebenfalls vor. Die Inselbewohner benannten die drei Windräder, die der Stromversorgung der Insel dienen, nach den in Schwäne verwandelten Kindern Lirs, „Aedh, Conn und Fiachra“.